# Esporte Clube Pinheiros (handball)
Pour les articles homonymes, voir Esporte Clube Pinheiros.
Le Esporte Clube Pinheiros (EC Pinheiros) est un club de handball brésilien basé dans la ville de São Paulo.

## Palmarès

### Section masculine
- Coupe du monde des clubs de handball :
  - 5e en 2011
- Championnat panaméricain des clubs masculin de handball[1]
  - Vainqueur en 2011
- Championnat du Brésil[2] :
  - Vainqueur (5) : 2007, 2009, 2010, 2011 et 2012